# Roy Pouw
Roy Pouw (Kerkenveld, 7 giugno 1992) è un pilota motociclistico olandese.

## Carriera
Ha iniziato la carriera nel 2002, all'età di 10 anni. Nel 2004 ha esordito in un trofeo olandese di minimoto, terminando la stagione in seconda posizione. L'anno successivo è di nuovo secondo nella Junior-Cup olandese 125cc.
Nel 2006 corre la sua prima stagione nel campionato olandese 125 che termina al sesto posto, facendosi anche notare come miglior esordiente. Nel 2007 si schiera anche nel campionato IDM tedesco. Le classifiche finali lo vedono al diciannovesimo posto nel campionato tedesco e quarto in Olanda. In questa stagione esordisce nel motomondiale partecipando grazie ad una wild card al GP d'Olanda nel quale arriva trentesimo (31º in qualifica) in classe 125 alla guida di una Aprilia.
Nel biennio 2008/2009 si dedica quasi esclusivamente al campionato nazionale 125, giungendo rispettivamente al quinto e al quarto posto finale. Una seconda wild card per correre il GP d'Olanda gli viene assegnata nel 2009, opportunità che però non sfrutta, non ottenendo un tempo utile per qualificarsi alla gara domenicale. Nella stessa stagione si classifica venticinquesimo nel campionato Europeo svoltosi in gara unica ad Albacete.
Nel 2010 ottiene una terza wild card per partecipare nuovamente al GP d'Olanda, sempre nella stessa classe e con la stessa motocicletta; in questo caso non riesce a tagliare il traguardo. In questa stagione agonistica riesce anche a laurearsi campione olandese sempre della classe 125, categoria in cui disputa nuovamente il campionato europeo in gara unica, classificandosi ventiseiesimo. Negli anni successi gareggia nel campionato tedesco ed olandese.

## Risultati nel Motomondiale
| 2007 | Classe | Moto    |  |  |  |  |  |  |  |  |    |  |    |  |  |  |  |  |  |  | Punti | Pos. |
| ---- | ------ | ------- |  |  |  |  |  |  |  |  | -- |  | -- |  |  |  |  |  |  |  | ----- | ---- |
| 2007 | 125    | Aprilia |  |  |  |  |  |  |  |  | 30 |  | NE |  |  |  |  |  |  |  | 0     |      |

| 2009 | Classe | Moto    |  |  |  |  |  |  |    |    |  |  |  |  |  |  |  |  |  |  | Punti | Pos. |
| ---- | ------ | ------- |  |  |  |  |  |  | -- | -- |  |  |  |  |  |  |  |  |  |  | ----- | ---- |
| 2009 | 125    | Aprilia |  |  |  |  |  |  | NQ | NE |  |  |  |  |  |  |  |  |  |  | 0     |      |

| 2010 | Classe | Moto    |  |  |  |  |  |     |  |  |    |  |  |  |  |  |  |  |  |  | Punti | Pos. |
| ---- | ------ | ------- |  |  |  |  |  | --- |  |  | -- |  |  |  |  |  |  |  |  |  | ----- | ---- |
| 2010 | 125    | Aprilia |  |  |  |  |  | Rit |  |  | NE |  |  |  |  |  |  |  |  |  | 0     |      |

| Legenda | 1º posto        | 2º posto            | 3º posto            | A punti      | Senza punti        | Grassetto – Pole position Corsivo – Giro più veloce |
| Legenda | Gara non valida | Non qual./Non part. | Ritirato/Non class. | Squalificato | '-' Dato non disp. | Grassetto – Pole position Corsivo – Giro più veloce |